# Emil Kosa Jr.
Emil Jean Kosa Jr. (28. listopadu 1903, Paříž – 4. listopadu 1968, Los Angeles) byl americký malíř a tvůrce filmových efektů česko-francouzského původu.

## Životopis
Emil Jean Kosa Jr. se narodil v umělecké rodině. Jeho otec Emil Kosa Sr. byl výtvarníkem, matka Jeanne Mares Kosa klavíristkou v pařížské opeře.
Matka zemřela na tuberkulózu, když mu byly tři roky. Otec se v Čechách znovu oženil
a rodina se v roce 1908 přestěhovala na Cape Cod v Massachusetts, kde otec spolupracoval s Alfonsem Muchou, jehož byl nejprve v Paříži žákem a pak pomocníkem, na zakázce pro nové německé divadlo v New Yorku.
V roce 1912 se rodina přestěhovala do Brna.
Emil Kosa Jr. měl jak výtvarný, tak hudební talent. I když jeho rodina a učitelé věřili, že by byl skvělým hudebníkem, dal přednost výtvarnému umění. Nejprve studoval v Praze Akademii výtvarných umění a v roce 1921 následoval rodinu do Kalifornie, která se tam přestěhovala již po skončení války. Našel zaměstnání jako malíř nástěnných maleb a jako designér interiérů. Zároveň do roku 1927 pokračoval ve studiích na Chouinard Art Institute v Los Angeles. Po získání amerického občanství v témže roce odcestoval do Paříže, kde studoval na Ecole des beaux-arts. Jeho učiteli byli Pierre Laurens a František Kupka, který byl přítelem jeho otce.
V roce 1928 se vrátil zpět do Kalifornie a oženil se s Mary Odisho. Společně s otcem pracoval na výzdobách kostelů a sálů a ve volném čase kreslil a maloval. V roce 1933 našel zaměstnání v 20th Century Fox Studios v nově zřízeném oddělení speciálních efektů, kde setrval následujících 35 let.
V roce 1951 jeho žena zemřela. V následujícím roce se v Paříži oženil s baletkou Elizabeth Twaddel. Stále maloval až do své smrti. Zemřel v Los Angeles 4. listopadu 1968.

## Dílo a ocenění
Emil Kosa Jr. maloval akvarely, zejména kalifornská města a krajinu, které vynikají intezivním světlem a barevností, které kritici zařadili do tzv. Kalifornské školy.
Ve třicátých letech se spřátelil s Millardem Sheetsem, který ho pobízel k další tvorbě. Každoročně obesílal okolo šedesáti akvarelů na výstavy po celých Spojených státech a stal se jedním z prvních akvarelistů Kalifornské školy, jehož obrazy získaly širší pozornost. Byl aktivním členem Kalifornské společnosti akvarelistů, které v roce 1945 předsedal. Byl také jedním z prvních kalifornských akvarelistů, který se prezentoval na výročních výstavách Národní akademie designu v New Yorku.
Ve čtyřicátých letech samostatně vystavoval v Macbeth Gallery v New Yorku, Los Angeles County Museum a dalších galeriích. V padesátých letech se věnoval tvorbě abstraktních obrazů a portrétů filmových hvězd, businessmanů a politiků. Zatímco jeho abstraktní dílo nebudilo velký ohlas, jako portrétista patřil k nejuznávanějším v jižní Kalifornii.
Akvarely a oleje Emila Kosy Jr. zahrnují portréty, krajiny, mořské scenérie, abstraktní práce. Ocenění se však dostalo také jeho kresbám tužkou a pastelům.
Emil Kosa Jr. byl povoláním filmový scénograf, kde patřil ke špičce. Je autorem loga se světlomety filmového studia 20th Century Fox, které původně vytvořil pro filmovou společnost 20th Century Pictures v roce 1933.
V roce 1964 získal Emil Kosa Jr. Cenu Akademie (Oscara) za vizuální efekty ve filmu Kleopatra.
Je rovněž autorem trikové sochy Svobody (malované na skle) v závěrečné scéně filmu Planeta opic.